# Glacier Cook

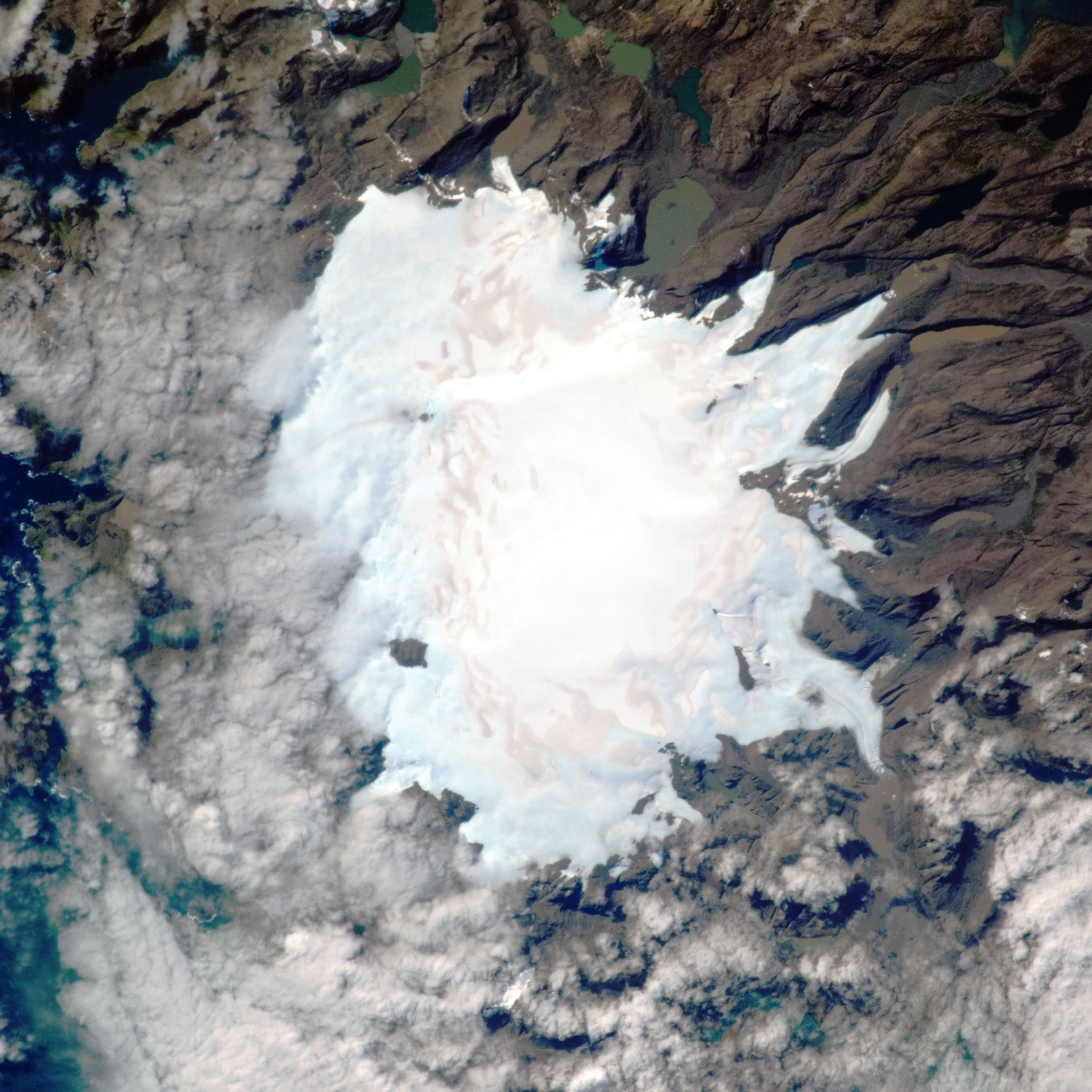
Zdjęcie satelitarne lodowca w 2013 roku

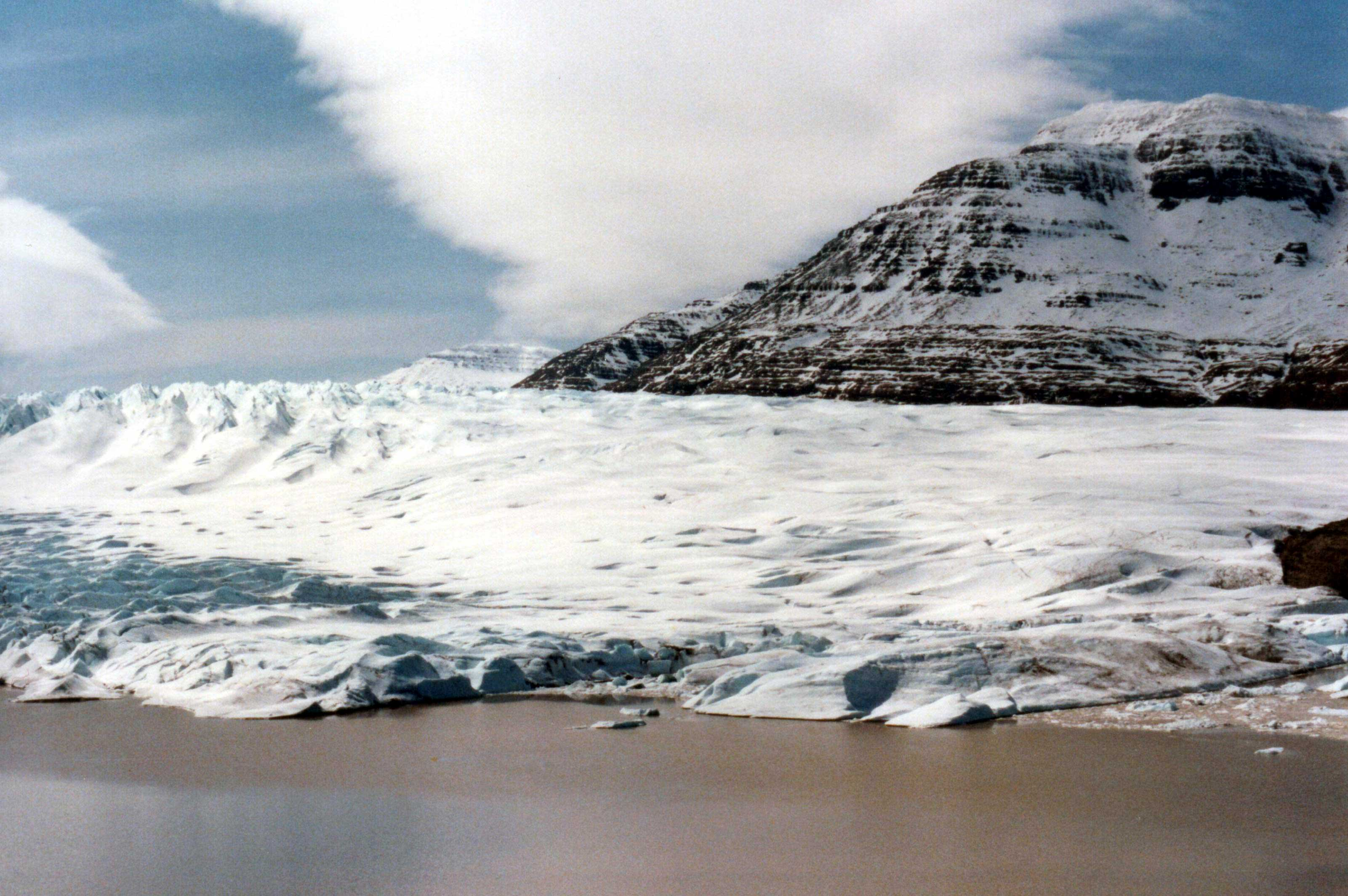
Glacier Cook

Glacier Cook (lodowiec Cooka) – największy lodowiec Francji położony na Wyspie Kerguelena w archipelagu o tej samej nazwie w południowej części Oceanu Indyjskiego. W 2003 roku jego powierzchnia wynosiła ok. 403 km².
Jest to największy francuski lodowiec, jednak od dziesięcioleci topnieje. W 1963 roku jego powierzchnia wynosiła 500,9 km². W 1993 roku lodowiec miał 448 km², osiem lat później 410 km² zaś w 2003 już 403 km². Przez 40 lat (1963–2003) Glacier Cook stracił około 22% objętości (jego pokrywa zmniejszała się średnio o 1,5 metra rocznie).
Najwyższy punkt lodowca miał w przeszłości 1049 metrów. Od Glacier Cook odchodzi wiele innych lodowców, w tym Glacier Ampère (nazwany na cześć fizyka André Ampère’a) i Glacier Pierre Curie (na cześć fizyka noblisty Pierre'a Curie).
Na mapie francuskiego ministerstwa marynarki wojennej z początków XX wieku, Glacier Cook widnieje jako „Glacier Richthofen”.